# Fritz Spira

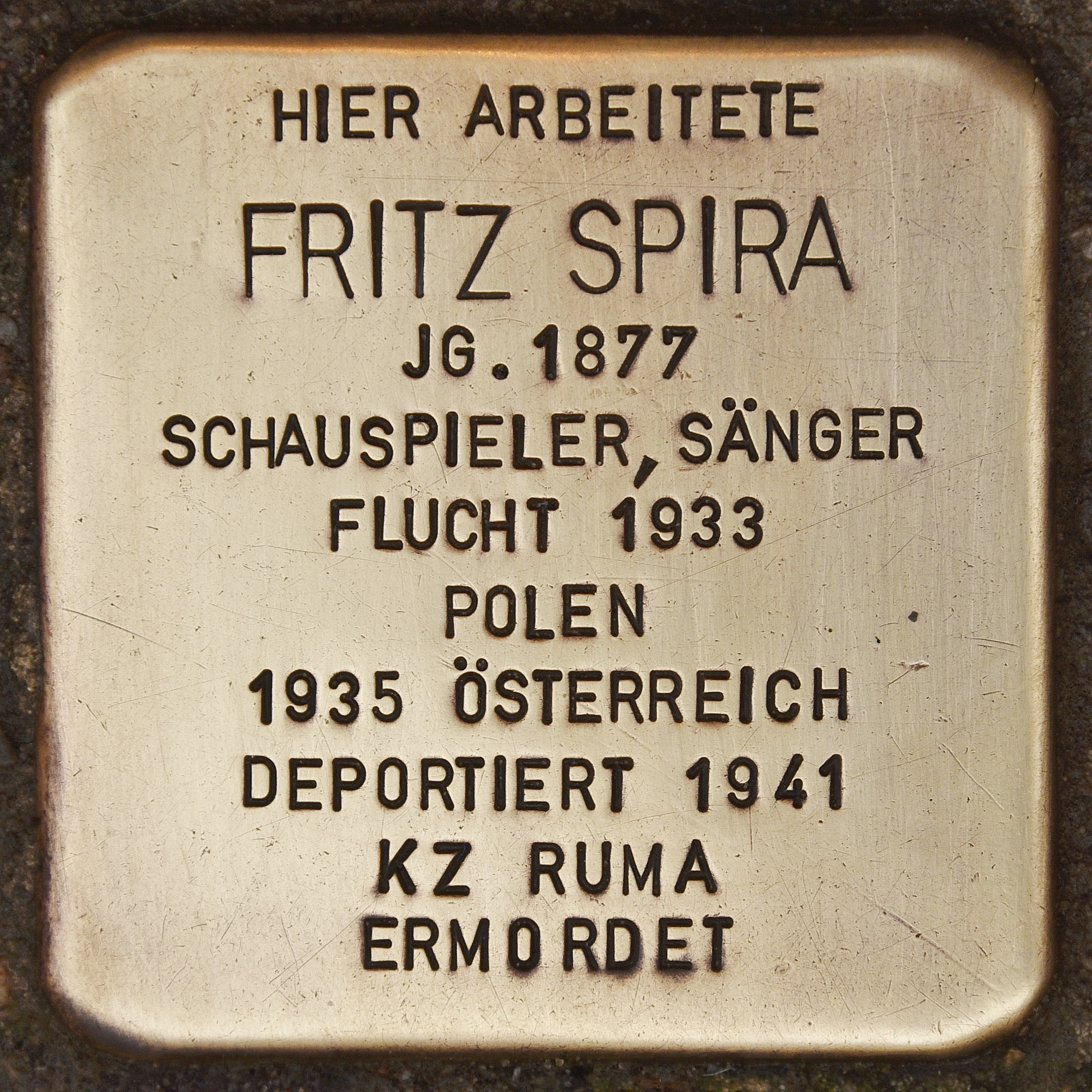
Stolperstein a Berlin

Fritz Spira, nato Jakob Spira (Vienna, 1º agosto 1877 – Ruma, 1943), è stato un attore e cantante austriaco di origine ebraica, vittima dell'Olocausto.

## Biografia
Nato a Vienna ai tempi dell'impero austro-ungarico in una famiglia ebraica, Jakob Spira studiò musica e canto al Conservatorio di Vienna, iniziando la sua carriera artistica come cantante d'operetta e cambiando il nome in quello di Fritz Spira. Nel 1899, recitò a Breslavia e, nel 1900, venne ingaggiato dal Theater in der Josefstadt di Vienna. L'anno seguente, Spira si trasferì a Berlino, città nella quale sarebbe rimasto a lavorare in teatro per tre decenni, fino agli anni trenta, quando Hitler salì al potere.
In quel periodo, Spira prese parte a una serie di film muti che sfruttavano le sue caratteristiche fisiche così che gli vennero affidati ruoli di caratterista di alto profilo nei quali impersonava personaggi che potevano andare dal governatore di Sacco e Vanzetti all'imperatore Francesco Giuseppe d'Austria oltre a diversi militari di alto grado.
Negli anni trenta, dopo l'arrivo al governo dei nazisti, Spira lasciò la Germania emigrando in Polonia. Nel 1934, divorziò dalla moglie, l'attrice Lotte Spira, che aveva sposato nel 1905. Trovò lavoro nel teatro tedesco di Bielitz. Nel 1935, si recò in Austria ma, essendo ebreo, ebbe grosse difficoltà a trovare opportunità di lavoro. Dopo l'Anschluss, l'annessione dell'Austria alla Germania, Spira tentò invano di emigrare, cercando di ottenere un visto per Shanghai. Venne arrestato e deportato.
Morì nel 1943 nel campo di concentramento croato di Ruma, città che oggi fa parte della Serbia.

## Filmografia
- Pro Patria, regia di Charles Decroix (1910)
- Ein Lebenslied, regia di Freiherr von L. (1912)
- Alles aus Liebe
- Freiheit, Gleichheit, Brüderlichkeit
- Die Perle, regia di Max Mack (1914)
- Zweite Tür links, regia di Henri Étiévant (1914)
- Fräulein Leutnant, regia di Carl Wilhelm (1914)
- Der zehnte Pavillon der Zitadelle, regia di Danny Kaden (1917)
- Ferdinand Lassalle, regia di Rudolf Meinert (1918)
- Nachtasyl
- Seine Kammerzofe, regia di Bruno Ziener (1919)
- Freie Liebe, regia di Max Mack (1919)
- Die Sekretärin des Gesandten, regia di Bruno Ziener (1919)
- Die Ehe aus Haß, regia di Bruno Ziener (1919)
- Elixiere des Teufels, regia di Edmund Löwe (1920)
- Die Stunde nach Mitternacht, regia di Bruno Ziener (1920)
- Der Pokal der Fürstin, regia di Bruno Ziener (1920)
- Fridericus Rex - 4. Teil: Schicksalswende, regia di Arzén von Cserépy (1923)
- Freund Ripp, regia di Alfred Halm (1923)
- Liebe und Trompetenblasen, regia di Richard Eichberg (1925)
- Gräfin Mariza, regia di Hans Steinhoff (1925)
- Freies Volk, regia di Martin Berger (1925)
- Die rote Maus, regia di Rudolf Meinert (1926)
- Nanette macht alles, regia di Carl Boese (1926)
- Frauen der Leidenschaft, regia di Rolf Randolf (1926)
- Wir sind vom K. u. K. Infanterie-Regiment, regia di Richard Oswald (1926)
- Wien - Berlin, regia di Hans Steinhoff (1926)
- Die dritte Eskadron, regia di Carl Wilhelm (1926)
- Ledige Töchter, regia di Carl Boese (1926)
- Es blasen die Trompeten, regia di Carl Boese (1926)
- Der fesche Erzherzog, regia di Robert Land (1927)
- An der Weser (hier hab' ich so manches liebe Mal...), regia di Siegfried Philippi (1927)
- Sacco und Vanzetti, regia di Alfréd Deésy (come Alfred Kämpf) (1927)
- Familientag im Hause Prellstein, regia di Hans Steinhoff (1927)
- Gefährdete Mädchen, regia di Hans-Otto Löwenstein (1928)
- Wenn die Mutter und die Tochter..., regia di Carl Boese (1928)
- Spitzenhöschen und Schusterpech, regia di Hans-Otto Löwenstein (1928)
- Das Schicksal derer von Habsburg, regia di Rolf Raffé (1928)
- Nachtgestalten, regia di Hans Steinhoff (1929)
- Die vierte von rechts, regia di Conrad Wiene (1929)
- Was ist los mit Nanette?, regia di Holger-Madsen (1929)
- Im Prater blühen wieder die Bäume, regia di E.W. Emo (1929)
- Wer hat Bobby gesehen?, regia di Rolf Randolf (1930)
- Due mondi (Two Worlds), regia di Ewald André Dupont (1930)
- Die vom Rummelplatz, regia di Carl Lamac (1930)
- Zwei Welten, regia di E.A. Dupont (1930)
- Mezzanotte (Va Banque), regia di Erich Waschneck (1930)
- L'ala della fortuna (Liebling der Götter), regia di Hanns Schwarz (1930)
- Kasernenzauber, regia di Carl Boese (1931)
- Sua altezza comanda (Ihre Hoheit befiehlt), regia di Hanns Schwarz (1931)
- Wiener Liebschaften, regia di Robert Land (1931)
- In Wien hab' ich einmal ein Mädel geliebt, regia di Erich Schönfelder (1931)
- Der Schrecken der Garnison, regia di Carl Boese (1931)
- So lang' noch ein Walzer vom Strauß erklingt, regia di Conrad Wiene (1931)
- Dienst ist Dienst, regia di Carl Boese (1931)
- Rasputin, Dämon der Frauen, regia di Adolf Trotz (1932)
- Der Frauendiplomat, regi di E.W. Emo (1932)
- Der Feldherrnhügel, regia di Eugen Thiele (1932)
- Gitta entdeckt ihr Herz, regia di Carl Froelich (1932)
- Jonny stiehlt Europa, regia di Harry Piel, Andrew Marton (1932)
- Ja, treu ist die Soldatenliebe, regia di Georg Jacoby (1932)
- Giovanni Strauss (Johann Strauss, k. u. k. Hofkapellmeister), regia di Conrad Wiene (1932)
- Schuberts Lieder, regia di Johannes Guter (1932)
- Melodie imperiali (Kaiserwalzer), regia di Friedrich Zelnik (1933)
- Der Choral von Leuthen, regia di Carl Froelich e Arzén von Cserépy (1933)
- Die Nacht im Forsthaus, regia di Erich Engels (1933)
- Tagebuch der Geliebten, regia di Hermann Kosterlitz (Henry Koster) (1935)